# Șendreni (gmina w okręgu Gałacz)
Șendreni – gmina w Rumunii, w okręgu Gałacz. Obejmuje miejscowości Movileni, Șendreni i Șerbeștii Vechi. W 2011 roku liczyła 3641 mieszkańców. 